# Мерам, Томас
Томас Мерам (6 августа 1943 года, Талль-Кайф, Ирак) — католический прелат, архиепископ Урмии и епископ Сельмаса с 30 ноября 1983 года.

## Биография
Родился 6 августа 1943 года в населённом пункте Талль-Кайф, Ирак. 11 июня 1967 года был рукоположён в священника.
30 ноября 1983 года Папа Римский Иоанн Павел II назначил Томаса Мерама архиепископом Урмии и епископом Сельмаса. 11 марта 1984 года состоялось рукоположение Томаса Мерама в епископа, которое совершил архиепископ Тегерана Юханнан Семаан Исайи в сослужении с архиепископом Ахваза Ханной Зорой и титулярным архиепископом Аквавивы Джованни Де Андреа.
С 2000 года по 2003 год был председателем Конференции католических епископов Ирана.